# Psychotria nautensis
Psychotria nautensis är en måreväxtart som beskrevs av Paul Carpenter Standley. Psychotria nautensis ingår i släktet Psychotria och familjen måreväxter. Inga underarter finns listade i Catalogue of Life.